# American Society of Miniature Painters
Pour les articles homonymes, voir ASMP.
L'American Society of Miniature Painters (ASMP), est une association regroupant des peintres miniaturistes fondée en mars 1899 par Virginia Richmond Reynolds (en), Isaac A. Josephi (d), William Jacob Baer (en), Alice Beckington (en), Lucia Fairchild Fuller, Laura Coombs Hills, John A. McDougall (en), Theodora W. Thayer (en), Lydia Field Emmet (en) et William J. Whittemore.
Elle est dissoute en 2009.

## Histoire
La société expose régulièrement des peintres miniaturistes durant les années 1930 puis occasionnellement lors des événements du Grand Central Art Galleries (en). En 1950, son cinquantième anniversaire est commémoré par une exposition en partenariats avec le Metropolitan Museum of Art et le Smithsonian American Art Museum. 248 œuvres sont alors exposées par 150 artistes.
Glenora Richards (en), morte en 2009, est sa dernière membre.

## Membres
- Eda Nemoede Casterton
- Minerva J. Chapman
- Eulabee Dix
- Lydia Longacre